# Distinction Otto-Hirsch

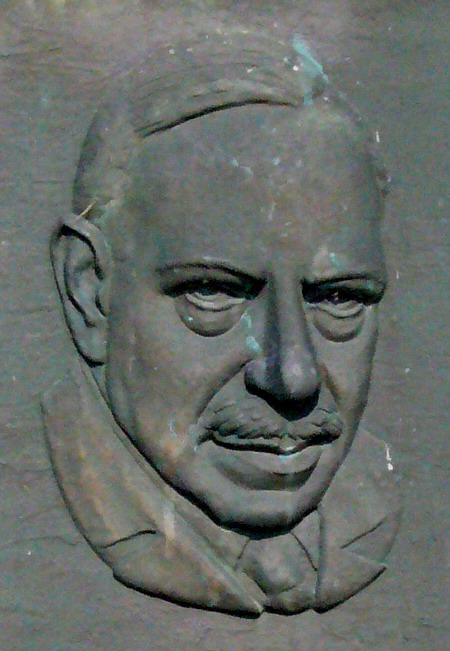
Otto Hirsch

La distinction Otto-Hirsch (en allemand Otto-Hirsch-Auszeichnung, appelée auparavant, jusqu’en 2012, médaille Otto-Hirsch) est une récompense allemande destinée à honorer des personnalités ayant significativement contribué à la collaboration entre juifs et chrétiens. Créée en 1985 à l’occasion du centenaire de la naissance d’Otto Hirsch, juriste et fonctionnaire juif qui périt dans le camp de concentration de Mauthausen, cette récompense est décernée chaque année par la ville de Stuttgart, conjointement avec l’association Gesellschaft für Christlich-Jüdische Zusammenarbeit Stuttgart (Société pour la collaboration entre chrétiens et juifs) et avec le Consistoire israélite d’Allemagne.

## Lauréats
- 1985: Otto Küster
- 1986: Edgar Winkler
- 1987: Fritz Majer-Leonhard, prêtre
- 1988: Josef Warscher
- 1989: Otfried Sander, maire
- 1990: Jenny Heymann
- 1991: Albrecht Goes
- 1992: Rudolf Pfisterer
- 1993: Elisabet Plünnecke
- 1994: Heinz Bleicher
- 1995: Manfred Rommel, maire
- 1996: Rachel Dror
- 1997: Walter Ott
- 1998: Rolf Thieringer, maire
- 1999: Meinhard Tenné
- 2000: Paul Sauer
- 2001: Noemi Berger
- 2002: Heinz Lauber
- 2003: Arno Fern[1]
- 2004: Helmuth Rilling
- 2005: Michael Wieck
- 2006: Reinhold Mayer
- 2007: Karl-Hermann Blickle
- 2008: Helene Schneiderman

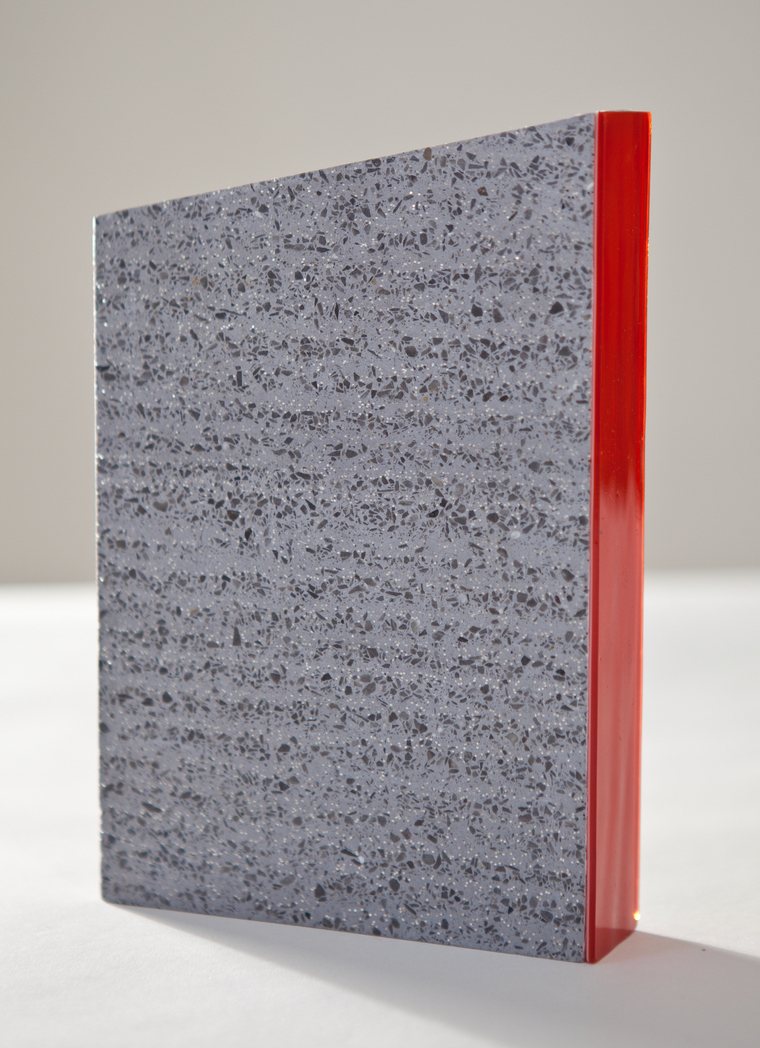
Le trophée de la récompense Otto-Hirsch, création de la plasticienne Christine Braun (2012).

- 2009: Joachim Hahn, théologien évangélique
- 2010: Joseph Rothschild[2]
- 2011: Gunter Demnig[3]
- 2012: Traute Peters[4]
- 2013: Leopold Paul Rosenkranz[5]
- 2014: Initiative Gedenkstätte Killesberg[6]
- 2015: Kolja Lessing[7]
- 2016: Gabriele Müller-Trimbusch[8]
- 2017: Roland Ostertag[9] ; Beate Müller[10] ; Jörg Titze[11]